# Prijap
Prijap (grč. Πρίαπος, Príapos) u grčkoj mitologiji rustikalni je bog plodnosti, faličnog karaktera, zaštitnik stoke, voća, vrtova i muških genitalija; Afroditin te Dionizov/Hermesov/Adonov/Zeusov sin. Prijapov je pandan u rimskoj mitologiji Mutinus Mutunus.

## Karakteristike
Jedan od najpoznatijih Prijapovih prikaza jest u Pompejima - zidna freska u kojoj Prijap važe svoj falus i vreću punu novca te se čini da je njegov falus teži.
Prijapove su skulupture s genitalijama u erekciji postavljane u vrtove i polja da bi osiguravale dobar urod. Rimljani su njegov kip rabili kao strašilo, a njegov je erektirani penis plašio lopove. Lukian piše da je štovan kao neka inačica ratobornog božanstva.
U epigramima iz Prijapeje Prijapa se prikazuje kako se koristi sodomijom kao oruđem i prijetnjom prema protivnicima. Latinska zbirka Priapeja prikazuje kako su pjesnici izmišljali komične i opscene situacije s Prijapom.

## Mitologija

### Lotida
U Ovidijevoj pjesmi Fasti piše da je nimfa Lotida zapala u san poslije pijanstva, a Prijap je iskoristio tu priliku da krene na nju. Tiho se prikrao i netom što ju je htio zagrliti, Silenov je magarac upozorio nimfu koja se probudila i odgurnula Prijapa. Nije mogla pobjeći, a to je uspjela tek pošto je pretvorena u lotosov cvijet. Da bi se osvetio magarcu, Prijap ga je zaklao.
U kasnijim inačicama mita Lotida je zamijenjena Hestijom. Ovidijeva anegdota objašnjava tako zašto su Prijapu žrtvovani magarci u gradu Lampsacusu na Helespontu, gdje je štovan kao Hermesov potomak.
Po Higinu, Dioniz je darovao ljudski glas svojem magarcu, koji je bio ubijen od strane Prijapa. 

## Prijap i Min
Po Diodoru Sicilskom, Prijapu u egipatskoj mitologiji odgovara bog plodnosti muškaraca zvan Min, koji se na reljefima uvijek prikazuje s erekcijom, a ponekad i kako masturbira.

## Vanjske poveznice
- Prijap u klasičnoj mitologiji i umjetnosti
- Prijap u grčkoj mitologiji